# Морнарички истражитељи: Њу Орлеанс (6. сезона)
Шеста сезона америчке полицијо-процедуралне драме МЗИС: Нови Орлеанс је емитована од 24. септембра 2019. до 19. априла 2020. године на каналу ЦБС. Сезону је продуцирао Телевизијски студио "ЦБС". Кристофер Силбер и Јан Неш су директори серије и извршни продуценти.

## Опис
Лукас Блек је напустио серију након епизоде "Матеја 5.9". Чарлс Мајкл Дејвис се придружио главној постави у епизоди "Човек у црвеном оделу".

## Улоге

### Главне
- Скот Бакула као Двејн Касијус Прајд
- Лукас Блек као Кристофер Ласал (епизоде 1−6)
- Ванеса Ферлито као Тами Грегорио
- Некар Задеган као Хана Кури
- Чарлс Мајкл Дејвис као Квентин Картер (епизоде 14−20)
- Роб Керкович као Себастијан Ланд
- Дерил „Чил” Мичел као Патон Плејм
- ККХ Паундер као др Лорета Вејд

### Епизодне
- Челси Филд као Рита Деверо (епизоде 1 i 15)

## Епизоде
| Бр. у серији | Бр. у сезони | Наслов                   | Редитељ           | Сценариста                    | Премијерно емитовање | Бр. гледалаца (у милионима) |
| --- | ------------ | ------------------------ | ----------------- | ----------------------------- | -------------------- | --------------------------- |
| 120 | 1            | "Пресудни позив"         | Џејмс Хејман      | Кристофер Силбер              | 24. септембар 2019.  | 6.66                        |
| Прајд је принуђен да удаљи Хану са дужности пошто је прекршила пропис након заједничке операције са ФБИ-јем да би се уклонио белац супрематиста. У међувремену, Прајд и Рита посећују његову мајку за коју се открило да болује од Алцхајмерове болести. |              |                          |                   |                               |                      |                             |
| 121 | 2            | "Загонетка истребљивача" | Едвард Орнелас    | Јан Неш                       | 1. октобар 2019.     | 6.90                        |
| Пилот морнарице открива непознати летећи објекат непосредно пре пада. У међувремену, Прајд пати од ноћних мора и несанице од кад је био отет и дрогиран. Ласејл одлази у Мобил у Алабами да пронађе свог несталог брата. |              |                          |                   |                               |                      |                             |
| 122 | 3            | "Црвљива јабука"         | Стјеси К. блек    | Рон Мекги                     | 8. октобар 2019.     | 6.69                        |
| Прајд посећује Нови Јорк пошто је сазнао да су новоприбављени ДНК докази повезани са нерешеним случајем од пре 20 година када је радио у шерифији општине Џеферсон. |              |                          |                   |                               |                      |                             |
| 123 | 4            | "Заборављени"            | Гордон Лонсдејл   | Стефани Сенгупта              | 15. октобар 2019.    | 6.57                        |
| Приватни имиграциони притворски центар налази се у центру ланца трговине људима. Ласејл и Себастијан траже Ласејловог несталог брата у Алабами. |              |                          |                   |                               |                      |                             |
| 124 | 5            | "Шпијуни и лажи"         | Левар Бартон      | Брук Робертс                  | 22. октобар 2019.    | 6.64                        |
| Поручник морнарице Макс Ландри тражи помоћ од филијале у новом Орлеансу јер је посумњао да је његова девојка заправо шпијунка. У међувремену, Ласејл се суочава са још једним разорним неуспехом када је прпонашао тело свог брата у Алабами. |              |                          |                   |                               |                      |                             |
| 125 | 6            | "Матеја 5.9"             | Мајкл Зинберг     | Чед Гомез Криси               | 5. новембар 2019.    | 6.61                        |
| Ласејл се нада да ће осветити убиство свог брата тако што ће пратити ланац трговине дрогом у Алабами за који верује да је одговоран. Док истраживао удаљену викендицу, Ласејл је упуцан. Одвезен је у болницу где је подлегао повредама, а Прајд и екипа су остали сломљени. Када је Прајд поогао у случају, упознао је и касније ухапсио човека који је био умешан у пуцњаву.Последња појава Кристофера Ласејла.                                       |              |                          |                   |                               |                      |                             |
| 126 | 7            | "Бум-бум-бум-бум"        | Мери Лу Бели      | Талиша Регс                   | 12. новембар 2019.   | 6.41                        |
| Биоскоп је сравњен са земљом након експлозије природног плина за коју екипа сазнаје да ју је изазвао хакер који би могао да изазове даље експлозије. Екипа наставља да жали за губитком Ласејла. |              |                          |                   |                               |                      |                             |
| 127 | 8            | "Ред мунгоса"            | Роб Гринли        | Кетрин Бити                   | 19. новембар 2019.   | 6.89                        |
| Себастијан позива екипу да понуди своју помоћ у случају могуће отмице када јр син достојанственика нестао са месног концертног места. Вејдова истражује када је жена злостављана. |              |                          |                   |                               |                      |                             |
| 128 | 9            | "Робијаш (1. део)"       | Харт Бохнер       | Јан Неш и Кристофер Силбер    | 26. новембар 2019.   | 6.87                        |
| Када је Ласејллов оптужени убица Еди Берет пуштен пошто је довео сведока свог покрића, Прајд и његова екипа настављају да прикупљају доказе и откривају да Берет води оружану секту. |              |                          |                   |                               |                      |                             |
| 129 | 10           | "Накнада (2. део)"       | Мајкл Зинберг     | Јан Неш и Кристофер Силбер    | 17. децембар 2019.   | 7.05                        |
| Прајд постаје талац на Беретовој плантажи у близини Џинерета. Између чланова секте и здружене екипе МЗИС-а и ФБИ-а избио је сукоб, а новинари га прате. Берет, чији је циљ хаос, је минирао кућу, али Себастијан је успео да је разминира. Док су сви остали похапшени, Берет бежи кроз тунел. Када га је Прајд сустигао, Берет је запретио његовој породици што је изазвало Прајда да га убије, али екипи је рекао да је Берет потегао оружје на њега. |              |                          |                   |                               |                      |                             |
| 130 | 11           | "Невоља на видику"       | Лајонел Колманг   | Рон Мекги                     | 16. фебруар 2020.    | 5.24                        |
| Екипа је забринута када је Себастијан постао недоступан док је био на тајном задатку као нови регрут за организацију усавршену за усмерене терористичке нападе. |              |                          |                   |                               |                      |                             |
| 131 | 12           | "Чекајући Монроа"        | Џејмс Вајтмор мл. | Сидни Мичел                   | 23. фебруар 2020.    | 5.59                        |
| Екипа мора да пронађе тајанственог убицу одговорног за убиства у Атини, Риму и Лондону. Такође, Вејдову син моли да му дозволи да оде у полицијску вожњу због чланка који пише о програму за младе у МУП-у. |              |                          |                   |                               |                      |                             |
| 132 | 13           | "Корен сваког зла"       | Теса Блејк        | Стефани Сенгупта и Кори Мур   | 1. март 2020.        | 5.56                        |
| Екипа истражује убиство официра СЗГ-а чија је ћерка томе присуствовала. Прајд је одмах посумњао да су ћерка и њен дечко можда умешани пошто је открио да ју је жртва избацила из опоруке. У међувремену, Себастијан почиње своју нову обуку за МЗИС. |              |                          |                   |                               |                      |                             |
| 133 | 14           | "Човек у црвеном оделу"  | Џејмс Хејман      | Чед Гомез Криси и Јан Неш     | 8. март 2020.        | 5.62                        |
| Током случаја, Прајд најављује да одлази на боловање из оперативне скупине како би открио сећање које га држи будним ноћу. Истовремено, он представља посебног агента Квентина Картера као најновијег члана и замену за Ласејла који је дочекан леденим пријемом.Прва појава Квентина Картера. |              |                          |                   |                               |                      |                             |
| 134 | 15           | "Немилосрдан"            | Гордон Лонсдејл   | Камерон Дупи                  | 15. март 2020.       | 6.35                        |
| Грегориова мора да заштити аутистичну пубертетлијку са даром за истраживање пошто је њен отац убијен у њиховој кући. Остатак екипе тражи побуду. У међувремену, Прајд доводи своју мајку у своју кафану да би је натерао да оживи своја сећања. |              |                          |                   |                               |                      |                             |
| 135 | 16           | "Гордост и предрасуда"   | Харт Бохнер       | Брук Робертс                  | 15. март 2020.       | 5.83                        |
| Екипа истражује човека који се представљао као Ласејл и затвореника којег је покушао да извуче из затвора. Прајдова ћерка долази у изненадну посету. |              |                          |                   |                               |                      |                             |
| 136 | 17           | "Пристрасност"           | Левар Бартон      | Талиша Регс                   | 22. март 2020.       | 6.39                        |
| Родне напетости расту у Новом Орлеансу када је службеник СУП-а белац упуца у морнаричког официра црнца за кога је веровао да је носио оружје усред ужурбане уличне забаве. |              |                          |                   |                               |                      |                             |
| 137 | 18           | "Промењена жена"         | Мери Лу Бели      | Кетрин Бити                   | 29. март 2020.       | 6.50                        |
| Када је морнарички официр пронађен мртав, екипа прати сумњива кретања људи у његовом животу пре његове смрти. Такође, Хана се мири са везом своје ћерке са новом девојком свог бившег супруга Вероником. |              |                          |                   |                               |                      |                             |
| 138 | 19           | "Монолит"                | Дајана Валентајн  | Чед Гомез Криси и Сидни Мичел | 12. април 2020.      | 5.88                        |
| Када је Себастијан повређен док је безуспешно покушавао да спречи отмицу, МЗИС жури да пронађе несталу жену и њене отмичаре. Такође, екипа завирује у лични живот агента Картера. |              |                          |                   |                               |                      |                             |
| 139 | 20           | "Горабљивци"             | Гордон Лонсдејл   | Стефани Сенгупта              | 19. април 2020.      | 6.24                        |
| Екипа истражује смрт морнаричког микробиолога чија је занимација "разбијач митова" довела до његове смрти на пипку легендарног створења. Агенткиња Кури спроводи истрагу о претходним радњама заменика директора Ван Клифа који ју је недавно уназадио због погрешних навода да је лоше процењивала. |              |                          |                   |                               |                      |                             |

## Продукција

### Развој
Серија је обновљена за шесту сезону 22. априла 2019.НЦИС: Њу Орлеанс је обновљен за шесту сезону 22. априла 2019. У марту 2020. ЦБС је објавио да је снимање ове сезоне одложено због пандемије вируса Корона. Дана 6. маја 2020. серија је обновљена за седму сезону.

### Глумачка постава
Лукас Блек је напустио серију током шесте сезоне. Директори серије серије Морнарички истражитељи: Нови Орлеанс рекли су поводом тога: „Тужни смо што одлази, али срећни што ће више времена да проведе са својом породицом“. Блек се последњи пут појавио у шестој епизоди „Матеја 5:9“. Дана 5. фебруара 2020. објављено је да је Чарлс Мајкл Дејвис добио улогу Квентина Картера и да ће се бити у главној постави серије.

## Емитовање
Шеста сезона серије премијерно је приказана 24. септембра 2019.